# NGC 367
NGC 367 (również PGC 3894) – galaktyka spiralna z poprzeczką znajdująca się w gwiazdozbiorze Wieloryba. Odkrył ją Frank Muller w 1886 roku.